# MTV Video Music Awards 1988
Gli MTV Video Music Awards 1988 sono stati la 5ª edizione dell'omonimo premio musicale. La cerimonia di premiazione si è tenuta presso l'Universal Amphitheatre di Los Angeles il 7 settembre 1988 e venne presentata da Arsenio Hall.

## Cerimonia
La band australiana INXS fu la più nominata e più premiata della serata, vincendo in cinque categorie su nove nomination, inclusi i premi Video dell'anno e Viewer's Choice per Need You Tonight/Mediate. Altri artisti con più nomination furono George Harrison e gli U2, con otto nomination ciascuno. Tra i premi degni di nota ci fu quello per Miglior coreografia in un video che andò a Janet Jackson per il video di The Pleasure Principle che riuscì nell'intento di scucire il premio a suo fratello Michael Jackson, candidato per ben due video nella stessa categoria, ovvero Bad e The Way You Make Me Feel, e a Prince, candidato con U Got the Look, che vinse però il premio come Miglior video maschile. Michael Jackson si rifece invece vincendo il prestigioso Video Vanguard Award, che solo tre anni dopo avrebbe portato il suo nome.
Le performance inclusero gli Aerosmith in Dude (Looks Like a Lady) ed Elton John in I Don't Wanna Go On With You Like That mentre quella che ebbe la migliore reazione da parte del pubblico fu quella dei Guns N' Roses in Welcome to the Jungle, che vinsero anche il premio al Miglior artista esordiente.

### Esibizioni
- Rod Stewart
- Jody Watley
- Aerosmith
- Elton John
- Depeche Mode
- Crowded House
- Michael Jackson
- Cher
- The Fat Boys (feat. Chubby Checker)
- Guns N' Roses
- INXS

## Vincitori e candidati
I vincitori sono indicati in grassetto.

### Video dell'anno
- INXS - Need You Tonight/Mediate
- George Harrison - When We Was Fab
- Bruce Springsteen - Tunnel of Love
- U2 - I Still Haven't Found What I'm Looking For
- U2 - Where the Streets Have No Name

### Miglior video di un artista maschile
- Prince (feat. Sheena Easton) - U Got the Look

- Terence Trent D'Arby - Wishing Well
- George Harrison - Got My Mind Set on You
- Bruce Springsteen - Tunnel of Love
- Steve Winwood - Back in the High Life Again

### Miglior video di un'artista femminile
- Suzanne Vega - Luka

- Cher - I Found Someone
- Lita Ford - Kiss Me Deadly
- Janet Jackson - The Pleasure Principle
- Jody Watley - Some Kind of Lover

### Miglior video di un gruppo
- INXS - Need You Tonight/Mediate

- Aerosmith - Dude (Looks Like a Lady)
- Eurythmics - I Need a Man
- U2 - I Still Haven't Found What I'm Looking For
- U2 - Where the Streets Have No Name

### Miglior artista esordiente
- Guns N' Roses - Welcome to the Jungle

- The Godfathers - Birth, School, Work, Death
- Buster Poindexter - Hot, Hot, Hot
- Swing Out Sister - Breakout
- Jody Watley - Some Kind of Lover

### Miglior video concept
- Pink Floyd - Learning to Fly

- George Harrison - When We Was Fab
- INXS - Need You Tonight/Mediate
- U2 - I Still Haven't Found What I'm Looking For
- XTC - Dear God

### Miglior video tratto da un film
- Los Lobos - La Bamba (da La Bamba)

- The Bangles - Hazy Shade of Winter (da Less Than Zero)
- Bryan Ferry - Kiss and Tell (da Bright Lights, Big City)
- Peter Gabriel - Biko (from Cry Freedom)
- Bob Seger - Shakedown (da Beverly Hills Cop II)

### Miglior video svolta
- INXS - Need You Tonight/Mediate
- George Harrison - When We Was Fab

- Squeeze - Hourglass
- Suzanne Vega - Luka
- XTC - Dear God

### Miglior esibizione sul palco in un video
- Prince (feat. Sheena Easton) - U Got the Look

- Aerosmith - Dude (Looks Like a Lady)
- Grateful Dead - Touch of Grey
- Elton John - Candle in the Wind (live)
- Roy Orbison - Oh, Pretty Woman (live)
- U2 - Where the Streets Have No Name

### Miglior regia
- George Michael - Father Figure (Andy Morahan e George Michael)

- Eurythmics - You Have Placed a Chill in My Heart (Sophie Muller)
- Pink Floyd - Learning to Fly (Storm Thorgerson)
- R.E.M. - The One I Love (Robert Longo)
- XTC - Dear God (Nicholas Brandt)

### Miglior coreografia
- Janet Jackson - The Pleasure Principle (Barry Lather)

- Michael Jackson - Bad (Michael Jackson, Gregg Burge e Jeffrey Daniel)
- Michael Jackson - The Way You Make Me Feel (Michael Jackson e Vincent Paterson)
- Prince (feat. Sheena Easton) - U Got the Look (Cat Glover)
- Sting - We'll Be Together (Barry Lather)

### Migliori effetti speciali
- Squeeze - Hourglass (Jim Francis e Dave Barton)

- Grateful Dead - Touch of Grey (Gary Gutierrez)
- George Harrison - Got My Mind Set on You (John McCallum)
- George Harrison - When We Was Fab (Chris Lyons)
- INXS - Need You Tonight/Mediate (Lynn Maree Milburn)

### Miglior scenografia
- Squeeze - Hourglass (Clive Crotty e Mick Edwards)

- George Harrison - When We Was Fab (Sid Bartholomew)
- INXS - Need You Tonight/Mediate (Lynn Maree Milburn)
- George Michael - Faith (Bryan Jones)
- Bruce Springsteen - Tunnel of Love (Howard Cummings e Beth Rubino)

### Miglior montaggio
- INXS - Need You Tonight/Mediate (Richard Lowenstein)

- INXS - Devil Inside (Steve Purcell)
- Loverboy - Notorious (Jim Haygood)
- Prince (feat. Sheena Easton) - U Got the Look (Charley Randazzo e Steve Purcell)
- Bruce Springsteen - Tunnel of Love (Greg Dougherty)

### Miglior fotografia
- Sting - We'll Be Together (Bill Pope)

- George Michael - Father Figure (Peter Mackay)
- Pink Floyd - Learning to Fly (Gordon Minard)
- Robert Plant - Heaven Knows (Steve Tickner)
- Suzanne Vega - Luka (Dariusz Wolski)

### Miglior video scelto dal pubblico
- INXS - Need You Tonight/Mediate

- George Harrison - When We Was Fab
- Bruce Springsteen - Tunnel of Love
- U2 - I Still Haven't Found What I'm Looking For
- U2 - Where the Streets Have No Name

### MTV Video Music Award alla carriera
- Michael Jackson